# ماكس غيلر
ماكس غيلر (بالعبرية: מקס גלר‏) هو مصارع رياضي إسرائيلي، ولد في 20 أبريل 1971 في مينسك في روسيا البيضاء.

## وصلات خارجية
- ماكس غيلر على موقع قاعدة بيانات المصارعة الدولية (الإنجليزية)
- ماكس غيلر على موقع أوليمبيديا (الإنجليزية)